# 이근식 (정치인)
이근식(李根植, 1946년 2월 10일~)은 대한민국의 정치인으로, 제17대 국회의원이다.

## 학력
- 1958년 대흥국민학교 졸업
- 1961년 고성중학교 졸업
- 1964년 경남고등학교 졸업
- 1969년 서울대학교 법과대학 법학 학사
- 2005년 한양대학교 행정자치대학원 부동산학 석사

## 역대 선거 결과
|  | 9.72% |

|  | 38.23% |

## 소속 정당
| 소속 정당 | 소속 정당        | 소속 기간 | 비고           |
| --------- | ---------------- | --------- | -------------- |
|           | 새정치국민회의   | 1998~1998 | 정계 입문      |
|           | 새천년민주당     | 2000~2003 | 합당           |
|           | 무소속           | 2003      | 탈당           |
|           | 열린우리당       | 2003~2007 | 창당           |
|           | 무소속           | 2007      | 탈당           |
|           | 중도개혁통합신당 | 2007      | 창당           |
|           | 중도통합민주당   | 2007      | 합당           |
|           | 무소속           | 2007      | 탈당           |
|           | 대통합민주신당   | 2007~2008 | 창당           |
|           | 통합민주당       | 2008      | 합당           |
|           | 무소속           | 2008      | 탈당           |
|           | 한나라당         | 2008~2012 | 입당           |
|           | 새누리당         | 2012      | 당명 변경      |
|           | 무소속           | 2012      | 탈당           |
|           | 민주통합당       | 2012      | 복당           |
|           | 무소속           | 2012~2014 | 탈당           |
|           | 새정치연합       | 2014      | 창당준비위원회 |
|           | 새정치민주연합   | 2014~2015 | 창당           |
|           | 더불어민주당     | 2015~2020 | 당명 변경      |
|           | 무소속           | 2020      | 탈당           |
|           | 열린민주당       | 2020~2022 | 창당           |
|           | 더불어민주당     | 2022~현재 | 합당           |

## 같이 보기
- 송파구 병
- 서울 송파구의 국회의원
- 대한민국의 행정안전부 차관
- 대한민국의 행정안전부 장관
- 경상남도 부지사
- 장승포시장